# Dr. Macintyre’s X-Ray Film
Dr. Macintyre’s X-Ray Film er en skotsk stumfilm fra 1896. af John Macintyre.